# Teixoso e Sarzedo
Teixoso e Sarzedo (oficialmente: União das Freguesias de Teixoso e Sarzedo) é uma freguesia portuguesa do município de Covilhã, com 46,69 km² de área e 3876 habitantes (censo de 2021). A sua densidade populacional é 83 hab./km².

## História
Foi constituída em 2013, no âmbito de uma reforma administrativa nacional, pela agregação das antigas freguesias de Teixoso e Sarzedo e tem a sede em Teixoso.

## Demografia
A população registada nos censos foi:
| Distribuição da População por Grupos Etários | Distribuição da População por Grupos Etários | Distribuição da População por Grupos Etários | Distribuição da População por Grupos Etários | Distribuição da População por Grupos Etários | Distribuição da População por Grupos Etários |
| -------------------------------------------- | -------------------------------------------- | -------------------------------------------- | -------------------------------------------- | -------------------------------------------- | -------------------------------------------- |
| Antes da agregação                           |                                              |                                              |                                              |                                              |                                              |
| Ano                                          | 0-14 anos                                    | 15-24 anos                                   | 25-64 anos                                   | >= 65 anos                                   | Total                                        |
| 2001                                         | 661                                          | 667                                          | 2453                                         | 809                                          | 4590                                         |
| 2011                                         | 552                                          | 456                                          | 2511                                         | 971                                          | 4490                                         |
| Após a agregação                             |                                              |                                              |                                              |                                              |                                              |
| Ano                                          | 0-14 anos                                    | 15-24 anos                                   | 25-64 anos                                   | >= 65 anos                                   | Total                                        |
| 2021                                         | 390                                          | 344                                          | 2005                                         | 1137                                         | 3876                                         |